# Amalia von Kurland

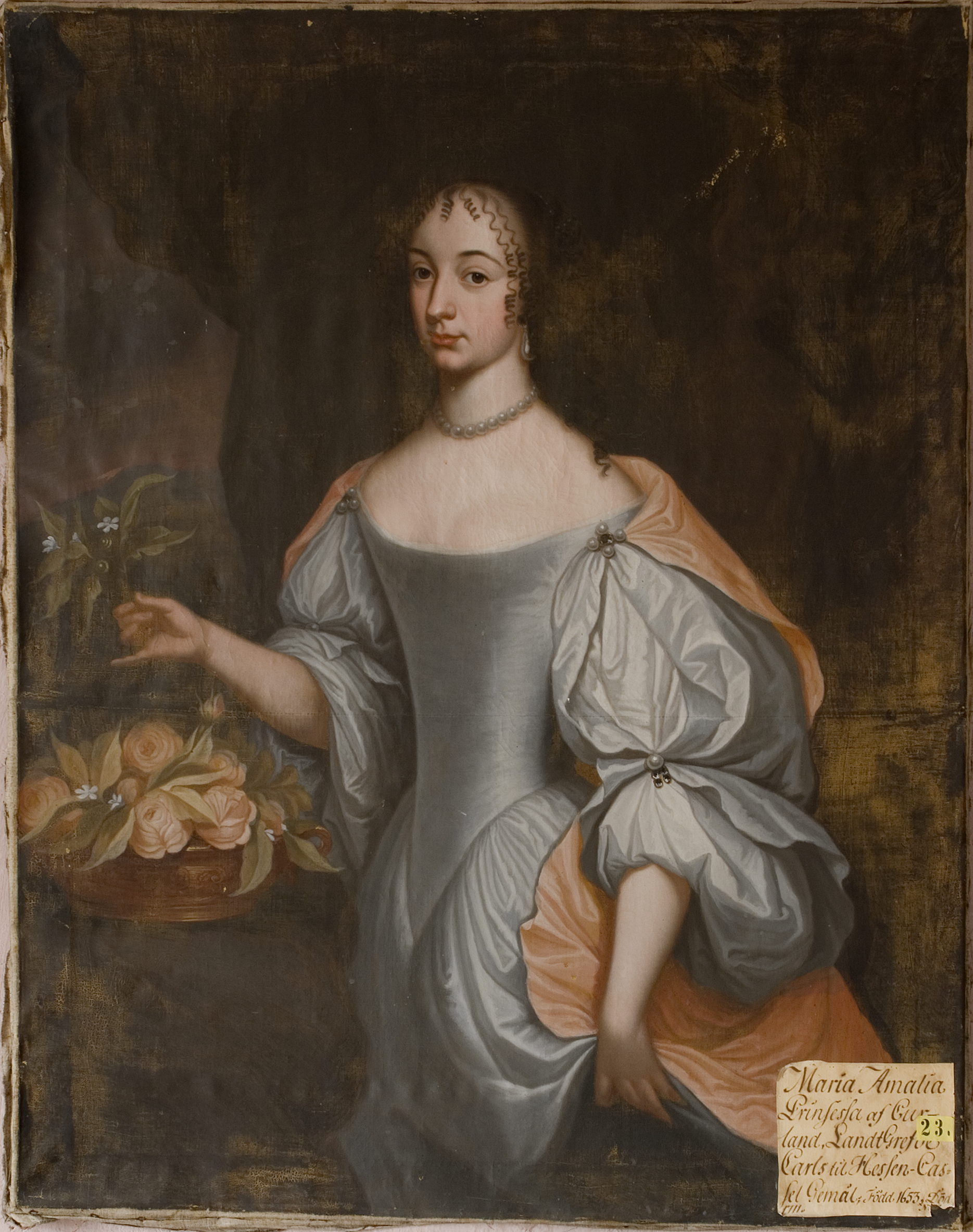
Maria Amalia von Kurland

Maria Amalia von Kurland (* 12. Juni 1653 in Mitau; † 16. Juni 1711 in Weilmünster) war eine Prinzessin von Kurland aus der Familie Kettler und durch Heirat Landgräfin von Hessen-Kassel.

## Leben
Amalia war eine Tochter des Herzogs Jakob von Kurland (1610–1682) aus dessen Ehe mit Luise Charlotte (1617–1676), der ältesten Tochter des Kurfürsten Georg Wilhelm von Brandenburg.
Am 21. Mai 1673 heiratete sie in Kassel den Sohn ihrer Tante Hedwig Sophie von Brandenburg, Landgraf Karl von Hessen-Kassel (1654–1730). Zuvor war Amalia mit Karls älterem Bruder Wilhelm VII. verlobt gewesen, doch dieser war bereits 19-jährig während seiner Kavalierstour verstorben. Zwischen 1674 und 1695 brachte sie zehn Söhne und vier Töchter zur Welt.
Unter Mitwirkung der Landgräfin entstand der Park Karlsaue in Kassel, in dessen Marmorbad sich ein Medaillon mit der Darstellung Amalias des bedeutenden französischen Bildhauers Pierre-Étienne Monnot (1657–1733) befindet. Amalia wurde als anspruchslos, leutselig und fromm beschrieben. Gemeinsam mit ihrem Sohn Maximilian erwarb sie 1699 Burg Sensenstein. Nach Marie Amalia ist der Ort Mariendorf benannt.
Amalia ist in der Martinskirche in Kassel bestattet.

## Nachkommen
- Wilhelm (1674–1676)
- Karl (1675–1677)

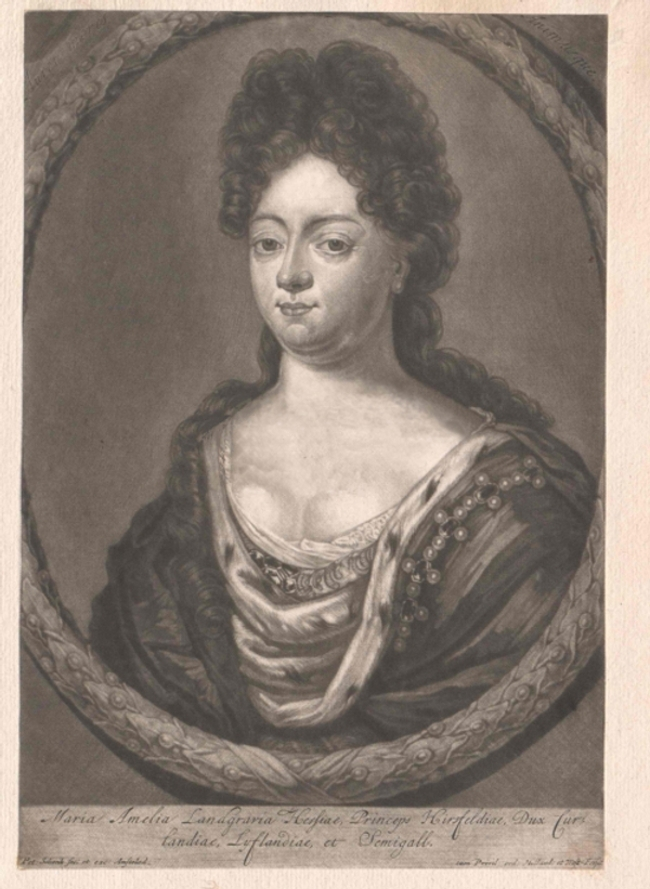
Landgräfin Maria Amalia von Hessen-Kassel

- Friedrich (1676–1751), Landgraf von Hessen-Kassel, König von Schweden

⚭ 1. 1700 Luise von Brandenburg (1680–1705)
⚭ 2. 1715 Königin Ulrike Eleonore von Schweden (1688–1741)
- Christian (*/† 1677)
- Sophie Charlotte (1678–1749)

⚭ 1704 Herzog Friedrich Wilhelm von Mecklenburg-Schwerin (1675–1713)
- Karl (1680–1702)
- Wilhelm VIII. (1682–1760), Landgraf von Hessen-Kassel

⚭ 1717 Prinzessin Dorothea Wilhelmine von Sachsen-Zeitz (1691–1743)
- Leopold (1684–1704)
- Ludwig (1686–1706)
- Marie Luise (1688–1765)

⚭ 1709 Fürst Johann Wilhelm Friso von Nassau-Dietz (1687–1711)
- Maximilian (1689–1753)

⚭ 1720 Prinzessin Friederike Charlotte von Hessen-Darmstadt (1698–1777)
- Georg (1691–1755)
- Eleonore (*/† 1694)
- Wilhelmine Charlotte (1695–1722)